# Wiktor Godlewski
Wiktor Godlewski herbu Gozdawa (ur. 30 grudnia 1831 w Bogutach Wielkich na Mazowszu, powiat Ostrów, zm. 17 listopada 1900 w majątku Smolechy, powiat Ostrów) – polski przyrodnik, ornitolog, technik, badacz Bajkału, uczestnik powstania styczniowego.

## Życiorys
Wiktor Ignacy Godlewski urodził się 30 grudnia 1831 r. o godz. dziesiątej wieczorem w drobnoszlacheckiej, wielodzietnej rodzinie, jako trzeci z siedmiorga rodzeństwa. Jego rodzicami byli Aleksander, właściciel majątku w Godlewie Wielkim oraz Bogutach Wielkich, oraz Anna Karolina z Ciołkowskich, córka Józefa.
Ojciec Wiktora zmarł przed 1848 rokiem, przez co młody Wiktor ukończył tylko 6 klas gimnazjum w Łomży, po czym rozpoczął praktykę gospodarowania w majątku Brulino-Koski należącym do jego stryjecznego brata Józefa Wincentego Godlewskiego. Następnie pracował w administracji okolicznych majątków ziemskich, jednocześnie z pasją oddając się myślistwu i kolekcjonowaniu okazów, szczególnie ptaków. Współpracował jako ornitolog amator z Władysławem Taczanowskim, kierownikiem i kustoszem Gabinetu Zoologicznego Szkoły Głównej w Warszawie, zasilając zbiory gabinetu wieloma okazami.
Po klęsce powstania styczniowego w roku 1863 za przynależność do organizacji rewolucyjnej skazany został wyrokiem audytoriatu polowego, pozbawiony wszystkich praw stanowych i zesłany na roboty katorżnicze w kopalniach Syberii na 12 lat.

### Zesłanie
W roku 1864 Wiktor Godlewski został przerzucony na Syberię. 9 lutego przybył do Irkucka gdzie 28 lutego skierowany został do kopalni Pietrowskiej. Już tam, wraz ze współwięźniem Alfonsem Parvex, rozpoczął zbierać ptaki fauny daurskiej, łowiąc je przy gniazdach na sidła. Następnie, już po zwolnieniu z ciężkich robót, wraz z Benedyktem Dybowskim prowadził badania fauny i flory oraz środowiska przyrodniczego Syberii w latach 1864-1877.
Godlewski wraz z Dybowskim dokonali pierwszego pomiaru głębokości południowej niecki jeziora Bajkał. Zastosowali własną metodę wagową, dzięki której w roku 1871 określili głębokość na 1373 m. Późniejsze pomiary kierowane przez Gleba Wiereszczagina (dyrektora Bajkalskiej Stacji Limnologicznej Akademii Nauk ZSRR) określiły głębokość na 1419 m.
Dzięki pomocy Wiktora Godlewskiego Dybowski zebrał kolekcję ok. 370 gatunków ptaków. Korzystając z tego zbioru Władysław Taczanowski napisał pracę „Fauna ornithologique de la Siberie Orientale” i opublikował ją w „Journal für Ornithologie” w Berlinie. Jak wspominał Dybowski „całą część ekologiczną, czyli tak zwaną biologiczną, do dzieła Taczanowskiego opracował z naszych wspólnych notat Wiktor Godlewski.”
Wiktor Godlewski był wraz z Dybowskim współautorem 10 prac naukowych dotyczących jeziora Bajkał i wschodniej Syberii w wydawnictwach Syberyjskiego Oddziału Rosyjskiego Towarzystwa Geograficznego. W 1870 r. został nagrodzony złotym medalem Carskiego Rosyjskiego Towarzystwa Geograficznego za pionierskie badania Syberii. Jego nazwisko utrwalono w nazewnictwie zoologicznym ptaków (Emberiza godlewskii), ryb (Limnocottus godlewskii), mięczaków (Godlewskia), oraz wieloszczetów (Dybowscella godlewskii).

### Działalność po powrocie z Syberii
Wiktor Godlewski powrócił z katorgi w rodzinne strony w lecie 1877 r. i ponownie zajął się zarządzaniem majątkami ziemskimi, gromadząc środki na zakup własnego kawałka ziemi. Około roku 1890 kupił majątek Smolechy pod Ostrowią Mazowiecką, w którym oddawał się gospodarstwu i majsterkowaniu. Z nasion przywiezionych z Syberii aklimatyzował tu modrzewie, cedry i pichty, a także różne krzewy i kwiaty. Kontynuował też swoją pasję kolekcjonerską, gromadząc wielką ilość okazów ptaków, które po jego śmierci przekazano B. Dybowskiemu.
Żył intensywnie, działając w wielu organizacjach społecznych i publicznych. Był delegatem Towarzystwa Kredytowego Ziemskiego, prezesem Towarzystwa Zaliczkowego, członkiem Rady Towarzystwa Dobroczynności i współzałożycielem Ostrowskiego Towarzystwa Pożyczkowo – Oszczędnościowego (późniejszego Banku Spółdzielczego w Ostrowi Mazowieckiej), gdzie działał w Radzie Nadzorczej, a w latach 1899–1900 piastował stanowiska prezesa. W kwietniu 1900 roku zdążył jeszcze zasiąść w zarządzie Ostrowskiego Oddziału Racjonalnego Polowania.
Pomimo planów nie zdążył swych myśli i obserwacji zebrać na piśmie. Zmarł nagle na tyfus, w swoim majątku Smolechy, 17 listopada 1900 r. Został pochowany na cmentarzu parafialnym w Jasienicy.
Benedykt Dybowski, we wspomnieniu pośmiertnym opublikowanym po śmierci Godlewskiego, tak pisał o swym zmarłym przyjacielu:

(…) zgon jego niespodziewany budzi cały szereg wspomnień o wypadkach, które stają w mej wyobraźni tak wyraziście, jak gdyby one miały miejsce przed chwilą dopiero, splatając się przytem węzłami nierozerwalnymi z postacią zmarłego towarzysza. Zdobycie każdego nowego gatunku dla fauny wschodniej Syberyi, a tem samem i dla gabinetu warszawskiego, zbadanie każdego nowego szczegółu biologicznego, stanowiły epoki w naszem życiu ówczesnem, a żaden z tych faktów nie może być pomyślany bez uczestnictwa w nim Wiktora Godlewskiego.

## Medal im. Wiktora Godlewskiego
W roku 1992 Roman Świerżewski, dyrektor Gminnego Ośrodka Kultury i Sportu w Bogutach-Piankach zainicjował powołanie kapituły medalu im. Wiktora Godlewskiego.